# Downforce
Downforce est un jeu vidéo de course de Formule 1 à la jouabilité typé arcade, développé par Smart Dog et édité par Titus Software, sorti en 2002 sur PlayStation 2 et Game Boy Advance.

## Accueil
- Jeux vidéo Magazine : 12/20 (PS2)[1]
- Jeuxvideo.com : 14/20 (PS2)[2] - 11/20 (GBA)[3]